# Château de Montchenin
Le château de Montchenin est situé à Toulon-sur-Allier en France.

## Localisation
Le château est situé au sud de la commune de Toulon-sur-Allier, dans le département de l'Allier, en région Auvergne-Rhône-Alpes, au sud-est de l'intersection de l'autoroute A79 et de la N7.

## Historique
Le premier possesseur connu de la maison noble de Montchenin est Pierre Gouat en 1462. Il s'agit alors d'une maison forte sur une motte castrale. En 1594, elle appartient à noble Jehan de Garnault qui le vend à noble Yves Brinon, conseiller du roi, maître des requêtes ordinaires de l'hôtel de la reine, lieutenant général civil et criminel de Montaigut-en-Combraille. En 1652, la seigneurie de Montchenin est vendue à Jean Talon. Au début du XVIIIe siècle, Montchenin rentre dans le patrimoine de Jean-Baptiste des Gallois de La Tour, ancien intendant de Bretagne, qui fut premier président du parlement d'Aix-en-Provence, intendant de Provence. En 1751, François Rabouine, ancien conseiller du roi, achète la seigneurie de Montchenin. Il trouve l'ancien château dans un état de délabrement très avancé, le fait détruire et fait construire le château actuel tout en conservant les anciens communs. Depuis, Montchenin fut transmis par héritage jusqu'à ses propriétaires actuels qui ont entamé sa restauration.

## Description
Le château de Montchenin est une gentilhommière construite sous le règne de Louis XV selon le principe des folies du XVIIIe siècle.
Côté est, le château est inséré dans une cour fermée par des communs datant des XVIe et XVIIIe siècles, où on distingue une grange à colombages.
Côté ouest, la façade du style Louis XV donne sur un ancien parc à la française, conçu en terrasse par un élève de Le Nôtre. Des tours typiquement bourbonnaises font ceinture au parc qui se prolonge par une belle allée de platanes.
L'intérieur du bâtiment comporte deux éléments remarquables :
- un escalier en bois de chêne entièrement chevillé et suspendu ;
- une charpente en châtaignier, à triple faîtage et chevrons faisant ferme, tel que cela se faisait jusqu'au XVe siècle.

La pureté de son style et l'harmonie de ses proportions (rapport des largeurs et hauteurs de façade rapportées à celles de la toiture, dimensions du parc, tours et allées rapportées à celles du château). Bien que de style bourbonnais, il rappelle par sa façade les folies du Sud-Est de la France.
En cours de restauration, Montchenin est ouvert à la visite en saison et lors des Journées européennes du patrimoine.

## Protection aux monuments historiques
Le château, y compris l'allée d'accès, l'enceinte avec ses tours, les jardins en terrasse, les communs avec leur grange, la cour intérieure, ainsi que les décors intérieurs du château, comprenant notamment l'escalier à balustres, la cheminée de la cuisine, la salle à manger, la chambre grise (rez-de-chaussée), la grande chambre, la petite chambre à alcôve, la lingerie, le salon (premier étage), est inscrit au titre des monuments historiques par arrêté du 5 octobre 2000.
L'inscription de ses façades et toitures par arrêté du 15 juillet 1971 a été annulée.